# Андрус Веерпалу
Андрус Веерпалу  (ест. Andrus Veerpalu, 8 лютого 1971) — естонський лижник , олімпійський чемпіон.

## Виступи на Олімпіадах
| Олімпіада           | Дисципліна              | Місце |
| ------------------- | ----------------------- | ----- |
| Альбервіль 1992     | 10 км                   | 21    |
| Альбервіль 1992     | 30 км                   | 44    |
| Альбервіль 1992     | переслідування 10/15 км | 42    |
| Альбервіль 1992     | Естафета 4 × 10 км      | 10    |
| Ліллехаммер 1994    | 10 км                   | 36    |
| Ліллехаммер 1994    | 50 км                   | 26    |
| Ліллехаммер 1994    | переслідування 10/15 км | 55    |
| Нагано 1998         | 10 км                   | 8     |
| Нагано 1998         | 30 км                   | 19    |
| Нагано 1998         | Естафета 4 × 10 км      | 10    |
| Солт-Лейк-Сіті 2002 | 15 км                   | 1     |
| Солт-Лейк-Сіті 2002 | 50 км                   | 2     |
| Солт-Лейк-Сіті 2002 | Естафета 4 × 10 км      | 9     |
| Турин 2006          | 15 км                   | 1     |
| Турин 2006          | Естафета 4 × 10 км      | 8     |
| Ванкувер 2010       | 50 км                   | 6     |